# 劇場版 仮面ライダーウィザード in Magic Land
『劇場版 仮面ライダーウィザード in Magic Land』（げきじょうばん かめんライダーウィザード イン マジックランド）は、2013年8月3日より東映系で公開された、日本の映画作品。同時上映作品は『劇場版 獣電戦隊キョウリュウジャー ガブリンチョ・オブ・ミュージック』。
キャッチコピーは「金色の魔法使い・仮面ライダーソーサラー降臨」「魔法に支配された世界－絶体絶命の危機に『最後の魔法』が炸裂する!!」。

## 概要
特撮テレビドラマ『仮面ライダーウィザード』初の単独劇場版作品。テレビシリーズとは異なる世界が舞台であり、テレビシリーズからの登場キャラクターも、その一部は本作品の世界観に合わせて設定が変更されている。毎年の恒例となっている劇場版が初出の新ライダー・新フォーム（仮面ライダーソーサラー、ウィザード インフィニティードラゴン）の登場は本作品でも踏襲されているものの、前年とは異なり次回作の主役ライダーの先行登場は盛り込まれておらず、こちらはテレビシリーズの特別編（第52話 - 第53話）に持ち越される形となった。
ゲストとして当時54歳の陣内孝則が仮面ライダーソーサラー役で出演し、『劇場版 仮面ライダー電王 俺、誕生!』の牙王 / 仮面ライダーガオウ役の渡辺裕之（当時51歳）以来6年ぶりに「史上最年長ライダー」としての記録を更新した。

## ストーリー
ある夜、金色の魔法使いにコヨミが誘拐された。コヨミを追ってきた操真晴人の前で金色の魔法使いはコヨミの魔力と自分のクリエイトウィザードリングの魔力を利用し、虹色に輝く光の竜巻を発生させる。その竜巻に巻き込まれた晴人は何とかコヨミの手を掴んだものの、意識を失ってしまう。
そして夜が明け、目覚めた2人が目にしたのは、一見すると普段通りの風景であるものの、周りの人々はみな魔法を使って暮らしている光景であった。世界は虹色の竜巻によって魔法の国に変えられてしまっており、全ての住人は魔法使いとして、ホウキで空を飛んだり、使い魔をペットとして扱うことがごく当たり前の日常を送っていた。さらにお金の代わりに魔力で売買を行う魔力流通システムが、この世界における社会の根幹をなしていた。そんな不思議な世界で晴人とコヨミは協力者である奈良瞬平と大門凛子、さらには仁藤攻介と出会うが、この世界に元々いた住人となっていた彼らは2人のことも全く知らぬ素振りを見せており、輪島繁の面影堂も魔法の指輪を扱うショップに様変わりしていた。
その面影堂では、かつて虹色の竜巻で母親と離れ離れになったシイナという少年が働いていた。母親を捜して街をさまよっていたある夜、シイナは偶然にも「金色の魔法使い」が虹色の竜巻を使って人々を攫う姿を目撃し、金色の魔法使いの正体が国を治めるマヤ大王ではないかと推測する。シイナの言葉を信じる晴人は仁藤と共にマヤ大王のいるエメラルド城に潜入し、魔力流通システムの秘密とそれを利用したマヤ大王の恐るべき計画を知る。しかし秘密を知った晴人はマヤ大王によって、異世界からの侵略者として市民たちに処刑を命じられてされてしまう。

## 登場人物
シイナ / 仮面ライダーメイジ
晴人とコヨミが、魔法の国の面影堂で出会った少年。虹色の竜巻によって母親が行方不明になり、以来面影堂に住み込みで働いている。折を見付けては母親の行方を捜していたが、その過程でファントムたちに遭遇、絶望させられかけたところを晴人たちによって救われる。しかしその際に発生したファントムのウロボロスを倒されたことによって魔力を失ってしまう。

マヤ大王
魔法の国を統べる大魔法使い。エメラルド城を居城とし、市民から厚い信頼を得ている。
実は魔法の国で唯一生まれ付き魔力を持たない人間であり、その事実を長きにわたって隠し続けることに嫌気が差し、また自分を受け止めてくれる者もいないことから、タナトスの器を用いて憎んでいた魔法使いを全滅させようとする。
晴人の説得にも耳を貸さず、侵略者と見なして彼の処刑を市民に命じるも、後にオーマ大臣の本性を知り、また最後まで絶望しない晴人の姿を目の当たりにし、考えを改めることとなる。

オーマ大臣 / 仮面ライダーソーサラー
マヤ大王の側近および教育係にして魔法の国の大臣。金色の魔法使いこと仮面ライダーソーサラーの正体でもあり、さらに物語終盤ではファントムのドレイクとしての本性も表す。
科学中心であった世界を魔法の国に作り変えた後、表向きは命令に忠実に従う大王の良き理解者として彼を補佐しつつ、裏では彼の秘密を知る者として慇懃無礼な態度をとってその立場を利用し、自らの目的であるファントムが独占する世界の完成を推し進めようとしていた。
目的の達成まであと一歩のところまで漕ぎ着け、またウィザードとの最終決戦では終始優位に戦いを進めるも、フラワーウィザードリングの効果に怯んだことで反撃の機会を許してしまい、インフィニティーエンドとストライクソーサラーのぶつかり合いの末、競り負ける形で倒された。

近衛隊長 / 仮面ライダーメイジ
マヤ大王の警護責任者。他の近衛隊員が変身したメイジが仮面ライダーウィザードフレイムスタイルに倒される中、1人でフレイムスタイルと互角以上の戦いを繰り広げる。最後までマヤ大王を信じていたが、タナトスの器が魔力を逆流させたことで倒れる。
- 演じる載寧龍二は、共に『特捜戦隊デカレンジャー』に参加していた監督の中澤祥次郎からの呼びかけで起用されたことを証言している。載寧は自身よりも屈強なイメージの俳優の方がふさわしいのではないかとも考えたが、自身が起用されたことから冷徹で強い人物として演じたとしている。

## 登場仮面ライダー
本節では、本作品のオリジナルライダーおよびフォームについてのみ取り扱う。

### 仮面ライダーウィザード インフィニティードラゴン
インフィニティースタイルの強化形態でウィザードの最強形態。フィニッシュストライクウィザードリングを、ウィザードライバーにかざすことで変身する。インフィニティースタイルにウィザードラゴンの全能力が融合した進化形態で、身体の各部にはオールドラゴン同様ドラゴテイル・ウィング・ヘルクローが常に顕現している。アックスカリバーは使用できないものの、オールドラゴンやインフィニティースタイルを遥かに上回る魔力を持つ。
必殺技は右脚をドラゴスカルに変化させ、ドラゴウィングで飛翔しながら脚部にドラゴンのパワーを集中させた跳び蹴りを叩き込み、その状態からさらに身体を高速回転させることで敵を貫くインフィニティーエンド。

### 仮面ライダーメイジ
魔法の国の住人が変身する仮面ライダー。変身ベルトとメイジウィザードリングを使用し、出現した魔法陣を潜ることで変身する。マスクやクリスタル状の部分の色は、テレビシリーズに登場する真由のメイジと同様に琥珀色となっている。
魔法使いであり、かつドライバーとリングを所持しているという条件を満たせば、老若男女を問わず誰もが変身可能であるため、魔法の国ではファントム出現時の自衛などで広く用いられている。また一般市民や近衛兵といった階級によって外見や性能に違いがあり、近衛兵タイプは右肩にグレイドケープと呼ばれるマントを着用、その色も一般の近衛兵の物は黄色、近衛隊長の物は赤と区分されている。
リングと一体化した左手の巨大な爪スクラッチネイルと、槍と魔法の箒が合わさったライドスクレイパーを武器とし、コモンウィザードリングを使用して様々な魔法を発動する。
本作品の公開に先行して、テレビシリーズでも第40話より登場しているが、細かな設定や能力については本作品と相違する点も見られる。
ツール
メイジのベルト
白い魔法使いドライバーと同型の変身ベルトで、音声コールも同様。
ウィザードリング
基本的な外観はウィザードの物に準じる。
| 名称           | 分類       | 効果                               |
| -------------- | ---------- | ---------------------------------- |
| メイジ         | 変身リング | メイジに変身する。                 |
| ドライバーオン | 魔法リング | 変身ベルトを本来の姿に変化させる。 |
| コモン         | 魔法リング | 様々な魔法を発動する。             |

| 名称               | 効果                                                   |
| ------------------ | ------------------------------------------------------ |
| コネクト           | 空間同士を繋ぐ小型の魔法陣を生成する。                 |
| キックストライク   | キックを発動する。                                     |
| バリアー           | 六角形の障壁を生成し、敵の攻撃を防ぐ。                 |
| ジャイアント       | 体の一部分を巨大化させる。                             |
| チェイン           | 魔法陣から鎖を生成し、敵を拘束する。                   |
| アロー             | 魔法陣から矢型の光弾を放つ。                           |
| ブラスト           | 魔法陣から強力な衝撃波を放つ。                         |
| エクスプロージョン | 小さな亜空間に圧縮した魔力で強力な爆発を起こす。       |
| ドーナツ           | 魔法陣から出現する巨大なリングドーナツで敵を拘束する。 |
| ハンマー           | 魔法陣から巨大なハンマーを取り出す。                   |
| フトン             | 魔法陣から布団を生成し、相手を拘束する。               |
| テレフォン         | 小型の魔法陣で電話を行う。                             |
| グリル             | 手から火を出して肉を焼く。                             |
| スプラッシュ       | 手から水を噴射する。                                   |

スクラッチネイル
左手に生成される、指輪と一体化したクロー型武器。ネイルそのものが魔力によって形成されたクリスタル製で、ファントムに対して高い破壊力を発揮する。
ライドスクレイパー
槍と魔法の箒が合わさった武器。移動手段と武器の両面で活用される。

必殺技
キックストライク
凜子が変身したメイジが使用。コモンウィザードリングでキックストライクを発動し、跳び蹴りを叩き込んだ後に跳び回し蹴りで追撃する。

### 仮面ライダーソーサラー
オーマ大臣が変身する仮面ライダー。変身ベルトとソーサラーウィザードリングを使用し、出現した魔法陣を潜ることで変身を完了する。基本カラーは黒と金色。劇中では一貫して「金色の魔法使い」と呼称される。
長大な斧ディースハルバードを武器とし、これを用いた中距離での近接格闘戦を得意とする。またコモンウィザードリングを使用し、ウィザードの魔法よりも質の高い様々な魔法を発動することも可能で、特に稲妻や竜巻などの強力な魔法を多用している。
- マスクのモチーフは、魔宝石の原石[12]。ウィザードがマントコート、ビーストがマントであったのに対して、尖ったブーツや草摺状の腰帯など魔法使いのようなキーワードで統一されている[11]。魔法使いの帽子が欲しいというオーダーがあり[13]、デザインに魔法使いの意匠である帽子を取り入れている[12]。

ツール
ソーサラーのベルト
白い魔法使いドライバーやメイジのベルトと同型の変身ベルトで、音声コールも同様。
ウィザードリング
ドライバーオンを除くと魔宝石は黒を基調とし、リングの縁が金色になっている。
| 名称                 | 分類       | 効果                               |
| -------------------- | ---------- | ---------------------------------- |
| ソーサラー           | 変身リング | ソーサラーに変身する。             |
| ドライバーオン       | 魔法リング | 変身ベルトを本来の姿に変化させる。 |
| コモン               | 魔法リング | 様々な魔法を発動する。             |
| クリエイト           | 魔法リング | 世界を思い通りに作り変える。       |
| ファイナルストライク | 魔法リング | ストライクソーサラーを発動する。   |

| 名称                 | 効果                                             |
| -------------------- | ------------------------------------------------ |
| コネクト             | 空間を繋げてディースハルバードを取り寄せる。     |
| リフレクト           | 敵の攻撃を反射する魔法陣を生成する。             |
| デュープ             | 5体に分身する。                                  |
| トルネード           | 虹色の竜巻を発生させる。                         |
| ヒート               | 全身から高熱を放出する。                         |
| ライトニング         | 魔法陣から強力な雷撃を放つ。                     |
| ブラスト             | 魔法陣から強力な衝撃波を放つ。                   |
| エクスプロージョン   | 小さな亜空間に圧縮した魔力で強力な爆発を起こす。 |
| バニッシュストライク | バニッシュストライクを発動させる。               |

ディースハルバード
魔力を増幅する黒い巨大な魔宝石エクセルシャードが埋め込まれた長大な柄に槍斧が組み合わさった武器。分厚い刀身部レイブレードに流れる魔力によって敵の魔法による防御力を無視して突破することが可能。

必殺技
バニッシュストライク
コモンウィザードリングでバニッシュストライクを発動し、大爆発を起こす魔法のエネルギー弾を放つ。
ストライクソーサラー
ファイナルストライクウィザードリングを使用して発動する。足元に発生した魔法陣から金色の魔力を左脚に集中させて跳び上がり、急降下しながら跳び蹴りを叩き込む。

## 戦力
フラワーウィザードリング
シイナが母親のために製作したウィザードリング。花を咲かせたり、自在に花を生み出して無数の花弁を舞い散らせて幻想的な空間を作り出す。

フィニッシュストライクウィザードリング
ウィザードをインフィニティードラゴンに変身させるウィザードリング。ウィザードが使用する通常のリングと異なり、ソーサラーの使用するリングと同様に金色を基調としている。
リング自体の出所は劇中で言及されていないが、『週刊 仮面ライダー オフィシャルパーフェクトファイル』では、『仮面ライダー×仮面ライダー ウィザード&フォーゼ MOVIE大戦アルティメイタム』に登場した「スペシャルラッシュウィザードリング」に形状や効果が似ている点から、このリングが晴人の成長に伴って強化されたのではないかと推測している。
テレビシリーズの後日譚である『鎧武&ウィザード』にも登場し、ウィザードをインフィニティードラゴンゴールドに変身させた。

## 登場ファントム
本節では、本作品に登場するオリジナルファントムについてのみ取り扱う。

ケプリ
魔法の国に出現したファントム。自身の数倍の重さを持ち上げる怪力と硬質な外骨格で覆われた極めて頑強な肉体を併せ持つ。
グールと共に町を襲うも、凛子たちが変身したメイジとの戦闘の末に倒された。
- 名の由来は、エジプト神話における太陽神・ラーの形態の一つであり、日の出を表す「ケプリ」。
- デザインベースは、ガーゴイル。縦にクワガタのハサミを付けている。

ウロボロス
シイナのアンダーワールドに現れた龍型の巨大ファントム。
金と銀の全身は強力な筋肉と堅い鱗に覆われており、鋭い爪や牙、そして尻尾などを武器とする。また尻尾のように見える部分はもう一つの頭部でもあり、後方の死角からの攻撃にも反応することもできるほか、自由に体長を変化させることも可能。素早く空を飛びまわるため、その動きを捉えることは非常に難しい。
- 複数のデザイン案から顔が両端にある龍が選ばれた。

ドレイク
オーマ大臣の正体であるファントム。
大きく発達し、鎧のように肉体が変化し、大きく発達した何枚もの強固な鱗が全身を覆っており、また腰にはドライバーを付け、タイラントと呼ばれる合体させると大剣にもなるトンファー型の一対の剣も提げているが、作中では正体を明かす時と撃破された時にしかこの姿を見せておらず、ファントムとしての実力について描写されることはなかった。
- 名前の由来は、ケルト人（古代北西ヨーロッパ人）やチュートン人（古代デンマーク人）の伝承に登場するドラゴン（もしくは蛇）の一種である「ドレイク」。
- バハムート同様、第二幹部のような位置付けとして肩甲骨を目立たせている。ウィザードライバーと同じ体色にしており、銀色部分はシボ加工のような質感にしている。タイラントは、二つ合わせると大太刀のようになるようにデザインされていた。

## 用語
魔法の国（）
オーマ大臣＝ソーサラーが自身やコヨミの体内の「賢者の石」から溢れ出した魔力を利用し、クリエイトウィザードリングの効果によって発生させた虹色の竜巻によって再構築した魔法使いの国。
科学よりも魔法が発展し、その存在が社会や文明の根幹を成しており、住人もそのほぼ全てが魔法使いである。
自動車やバイクの代わりに魔法のホウキが移動手段として用いられ、また情報伝達にも携帯電話などでなく魔法が利用され、さらにバドミントンのように魔力を打ち合って遊ぶ親子の姿も見られるなど、その日常生活の細かな部分にまで魔法が浸透している。前述の通り仮面ライダーとなるハードルも低いため、ファントムが出現した際は一般人ですら変身してこれに対抗する光景も珍しくはない。

魔力流通システム
売買の際に通貨の代わりとして、魔力を支払うシステム。電子マネー認識装置のような機械に指輪をかざすことで支払いが完了し、支払われた魔力はエメラルド城に密かに集められている。

エメラルド城
マヤ大王の居城で、巨大な塔の頂上に建設されている。謁見の間には近衛兵が控えており厳粛な雰囲気だが、劇中では凛子やシイナのような一般人すらも、願い出ればマヤ大王に謁見・直訴することが可能であり、それが大王の人望につながっていることを窺わせる描写も見られる。

タナトスの器
エメラルド城の地下に隠された、人間の亡骸で作られた魔導装置。魔力流通システムによって一般市民から集められた膨大な魔力はこの装置に蓄積されている。
マヤ大王曰く、魔力逆流レバーで蓄積された魔力を逆流させることにより、一気に解放された膨大な魔力が全ての魔法使いの体内に流れ込み、その際のショックでこれを死に至らしめるとされる。しかし実際には単に魔法使いを滅ぼすだけに留まらず、同時にゲートが絶望した時と同様の状態をも引き起こし、ファントムを生み出すという、より危険な状況を招くものであった。

## キャスト
- 操真晴人 / 仮面ライダーウィザード - 白石隼也[6][21]
- コヨミ - 奥仲麻琴[21]
- 仁藤攻介 / 仮面ライダービースト - 永瀬匡[21]
- 奈良瞬平 - 戸塚純貴[21]
- 大門凜子 - 高山侑子[21]
- ドーナツ屋店長 - KABA.ちゃん[22]
- ドーナツ屋店員 - 田谷野亮
- メデューサ / ミサ - 中山絵梨奈[22]
- フェニックス / ユウゴ - 篤海[22]
- ソラ / グレムリン - 前山剛久[22]
- マヤ大王 - 忍成修吾[21]
- シイナ - 瀧澤翼
- 近衛隊長 - 載寧龍二
- 若者 - 安田奈央、吉住絵里加、名倉かおり、井坂仁美、遠藤三貴、秋田知里（KAMEN RIDER GIRLS）
- マヤの父 - 北見誠
- 幼いマヤ - 櫻井海瑞希
- シイナの母 - 正木佐和
- 子供 - 鈴木啓、鈴木琉生
- マヤの妻 - 乙黒えり
- 輪島繁 - 小倉久寛
- オーマ大臣 / ドレイク / 仮面ライダーソーサラー - 陣内孝則[21]

### 声の出演
- ケプリ - 平井啓二[6]
- 扉 - 福田彩乃
- グール[23]、近衛兵メイジ[23] - 穴井勇輝[注釈 1]

### スーツアクター
仮面ライダーソーサラー役の永徳は、負傷によりテレビシリーズではレギュラーとしては参加しておらず、本作品が復帰作となった。
- 仮面ライダーウィザード[6] - 高岩成二
- 仮面ライダービースト[6] - 渡辺淳
- 仮面ライダーソーサラー[出典 1] - 永徳
- おぐらとしひろ
- 岡田和也
- 佐藤太輔
- 杉口秀樹
- 仮面ライダーメイジ[27] - 藤田慧
- 渡邊実
- 喜多川2tom
- 近衛[28] - 蜂須賀祐一
- 清家利一
- 青木哲也
- 坂本隆
- 斉藤幸治
- 佐藤義夫
- 田中宏幸
- 藤榮史哉
- 橋本恵子
- 橋口未和
- 金子佳代
- 高田将司
- 内川仁朗
- 野川瑞穂
- 五味涼子
- 高橋玲
- 蔦宗正人
- 藤井祐伍
- 神前元
- 大岩剣也
- 寺本翔悟
- 中田裕士
- 松本竜一
- 小玉百夏
- 柏木佑太
- 松村凌太郎
- 北村海
- 松本拓巳
- 松岡千尋
- 岩井潤一
- 加藤勉
- 長尾和彦
- 佐藤慎也
- 五十嵐勝平
- 藤田よしたか
- 黒田昌樹
- 神里まつり
- 相馬絢也
- 渡辺佳幸
- 板垣克
- 日野綾子
- 藤田房代
- 森博嗣
- 草野伸介
- 中山甲斐
- 勝島康貴
- 松本直也
- 金子起也
- 林潔
- 飯田愛美
- 市民A[29] - ショッカーO野

## スタッフ
- 原作 - 石ノ森章太郎
- 脚本 - 香村純子[22]
- 音楽 - 中川幸太郎[22]
- 製作 - 鈴木武幸（東映）、平城隆司（テレビ朝日）、高木勝裕（東映アニメーション）
- 企画 - 白倉伸一郎（東映）、桑田潔（テレビ朝日）、日達長夫（東映ビデオ）、和田修治（アサツー ディ・ケイ）、松田英史（東映エージエンシー）、古澤圭亮（バンダイ）
- エグゼクティブプロデューサー - 杉山登（テレビ朝日）、加藤和夫（東映ビデオ）
- 撮影 - 倉田幸治
- 照明 - 斗沢秀[6]
- 美術 - 大嶋修一[6]
- 録音 - 堀江二郎[6]
- 編集 - 須永弘志[6]
- 整音 - 曽我薫[6]
- スクリプター - 森永恭子[6]
- 助監督 - 山口恭平、塩川純平
- 制作担当 - 石井誠[6]
- ラインプロデューサー - 平原大志[6]
- XMAコーディネーター - 杉口秀樹
- 絵コンテ - なかの★陽
- 監督助手 - 越知靖、近藤孔明、佐山拓弥
- プロデュース補 - 石川啓・高橋勇樹（東映）、菅野あゆみ（テレビ朝日）[6]
- キャラクターデザイン - 田嶋秀樹（石森プロ）、小林大祐・阿部統（PLEX）[6]
- クリーチャーデザイン - 丸山浩[6]
- 製作プロダクション - 東映テレビ・プロダクション
- スーパーバイザー - 小野寺章（石森プロ）
- プロデュース - 宇都宮孝明（東映）、本井健吾（テレビ朝日）
- 特撮監督 - 佛田洋（特撮研究所）[22]
- アクション監督 - 石垣広文（ジャパンアクションエンタープライズ）[22]
- 劇場版「ウィザード・キョウリュウジャー」製作委員会（東映、テレビ朝日、東映アニメーション、東映ビデオ、アサツー ディ・ケイ、東映エージエンシー、バンダイ）
- 監督 - 中澤祥次郎[22]
- 配給 - 東映[22][注釈 1]

## 音楽
主題歌「The Finale Of The Finale」
歌 - RIDER CHIPS / 作詞 - 藤林聖子 / 作曲 - 野村義男 / 編曲 - 渡部チェル
劇中歌「Rollercoaster days」
歌 - 仮面ライダーGIRLS / 作詞 - 藤林聖子 / 作曲 - AYANO / 編曲 - AYANO

## 評価
丸の内TOEI1他全国303スクリーンで公開され、2013年8月3日・4日の2日間で興収2億5,180万750円・動員21万5,560人を記録し、映画観客動員ランキング（興行通信社調べ）で初登場第5位を獲得した。

## 他媒体展開

### ネットムービー
『ネット版 仮面ライダーウィザード イン マジか!?ランド』（ネットばん かめんライダーウィザード イン マジか ランド）は2013年7月12日より東映特撮BBやテレ朝動画などで配信されたスピンオフネットムービー。
『ネット版 仮面ライダー裏キバ 魔界城の女王』以来恒例となっていた短編スピンオフネットムービーの制作の最終作であり、翌年以降は劇場版と連動したスピンオフネットムービーから、テレビシリーズの外伝に当たるVシネマの制作へとシフトしていくこととなる。
2018年5月29日より、YouTubeの「東映特撮 YouTube Official」にて配信が行われている。

#### キャスト（ネット版）
- 操真晴人 - 白石隼也
- コヨミ - 奥仲麻琴
- 奈良瞬平 / 仮面ライダーメイジ - 戸塚純貴
- ミサ、稲森真由 - 中山絵梨奈（二役）
- ソラ - 前山剛久
- 大門凜子 - 高山侑子
- 仁藤攻介 - 永瀬匡
- ユウゴ - 篤海
- ドーナツ屋店員 - 田谷野亮
- 地獄大使 - 藤榮史哉（ジャパンアクションエンタープライズ）
- ライダーマン - 縄田雄哉

##### 声の出演（ネット版）
- 仮面ライダー1号 - 稲田徹
- 仮面ライダー2号 - 藤本たかひろ
- 仮面ライダーV3 - 田中大文
- 仮面ライダーアマゾン、仮面ライダーストロンガー、ショッカー首領 - 関智一
- 仮面ライダークウガ、ケプリ - 平井啓二
- ナレーション - 平田広明
- オースキャナー音声 - 串田アキラ（ノンクレジット）

##### スーツアクター（ネット版）
- 仮面ライダーウィザード[32] - 高岩成二

#### スタッフ（ネット版）
- 原作 - 石ノ森章太郎
- 脚本 - 下山健人（仮面ライダー刑事）、石橋大助（仮面ライダーメイジ・魔法ライダーをさがせ!）、木原大輔（コヨミの部屋プレミアム）
- 監督 - 山口恭平

#### 各話リスト
| 話数 | サブタイトル                                                       | 配信日         |
| ---- | ------------------------------------------------------------------ | -------------- |
| 1    | 仮面ライダー刑事（デカ） 第1話 晴人、配属（とまど）う              | 2013年 7月12日 |
| 2    | 仮面ライダー刑事（デカ） 第2話 ストさん、取調（はかせ）る          | 2013年 7月12日 |
| 3    | 仮面ライダー刑事（デカ） 第3話 ブイさん、張込（おいつづけ）る      | 2013年 7月12日 |
| 4    | 仮面ライダーメイジ 第1話 俺が主役だ!奈良瞬平!!                     | 2013年 7月12日 |
| 5    | 魔法ライダーをさがせ!その1 ウィザードはどこだ                      | 2013年 7月12日 |
| 6    | コヨミの部屋・プレミアムその1 相談者・仁藤攻介                     | 2013年 7月12日 |
| 7    | 仮面ライダー刑事（デカ） 第4話 マンさん、爆弾（ばら）す《前編》    | 2013年 7月19日 |
| 8    | 仮面ライダー刑事（デカ） 第5話 マンさん、殉職（い）く《後編》      | 2013年 7月19日 |
| 9    | 仮面ライダーメイジ 第2話 倒すぞ!ファントム!!                       | 2013年 7月19日 |
| 10   | 仮面ライダーメイジ 第3話 守るぞ!ゲート!!                           | 2013年 7月19日 |
| 11   | 魔法ライダーをさがせ!その2 ビーストはどこだ                        | 2013年 7月19日 |
| 12   | コヨミの部屋・プレミアムその2 相談者・ユウゴ                       | 2013年 7月19日 |
| 13   | 仮面ライダー刑事（デカ） 第6話 アマさん、電話（とりつ）ぐ          | 2013年 7月26日 |
| 14   | 仮面ライダー刑事（デカ） 第7話 大門&マヨ、迷宮（しらべ）る《前編》 | 2013年 7月26日 |
| 15   | 仮面ライダー刑事（デカ） 第8話 大門&マヨ、真相（あきれ）る《後編》 | 2013年 7月26日 |
| 16   | 仮面ライダーメイジ 第4話 上げるぞ!売上!!                           | 2013年 7月26日 |
| 17   | 魔法ライダーをさがせ!その3 白い魔法使いはどこだ                    | 2013年 7月26日 |
| 18   | コヨミの部屋・プレミアムその3 相談者・稲森真由                     | 2013年 7月26日 |
| 19   | 仮面ライダー刑事（デカ） 第9話 ボス、誘拐（とらわれ）る《前編》    | 2013年 8月2日  |
| 20   | 仮面ライダー刑事（デカ） 最終話 ボス、危機一髪（たすか）る《後編》 | 2013年 8月2日  |
| 21   | 仮面ライダーメイジ 第5話 助けて!使い魔たち!!                       | 2013年 8月2日  |
| 22   | 仮面ライダーメイジ 最終話 決戦だ!仮面ライダーメイジ!!              | 2013年 8月2日  |
| 23   | コヨミの部屋・プレミアムその4 相談者・ソラ                         | 2013年 8月2日  |
| 24   | コヨミの部屋・プレミアムその5 相談者・コヨミ                       | 2013年 8月2日  |

## 映像ソフト化
前年まで劇場版のソフトは一部作品を除き、劇場公開版とディレクターズカット版の二本立てでリリースされていたが、本作品より劇場公開版のみに一本化された。
- 劇場版 仮面ライダーウィザード in Magic Land メイキング・オブ・ショータイム!（DVD1枚組、2013年7月21日発売）
  - 撮影風景のドキュメンタリー、スタッフやキャストのインタビューを収録。
- ネット版 仮面ライダーウィザード イン マジか!?ランド（1枚組、2013年12月6日発売、Blu-ray / DVDでリリース）
  - スピンオフネットムービー全24話を収録。
  - 映像特典
    - コヨミの部屋・Premium EXPANSION
    - PR集

  - 初回限定特典
    - ポストカード（3枚）
- 劇場版 仮面ライダーウィザード in Magic Land 通常版（1枚組、2014年1月10日発売、Blu-ray / DVDでリリース）
  - 映像特典
    - TRAILER
    - 作品紹介
- 劇場版 仮面ライダーウィザード in Magic Land コレクターズパック（3枚組、2014年1月10日発売、Blu-ray / DVDでリリース）
  - ディスク1：本編ディスク（通常版と共通）
  - ディスク2：特典ディスク1（Blu-ray版はBlu-ray、DVD版はDVDで収録）
    - 劇場版 仮面ライダーウィザード in Magic Land メイキング・オブ・ショータイム! 補完版

  - ディスク3：特典ディスク2（Blu-ray版はBlu-ray、DVD版はDVDで収録）
    - 製作発表記者会見
    - 完成披露試写会舞台挨拶
    - 完成披露記者会見
    - 公開初日舞台挨拶
    - TV SPOT
    - DATA FILE
    - POSTER GALLERY

  - 初回限定特典
    - ポスターデザインステッカー
    - 特製スリーブケース